# Lijst van afleveringen van Futurama

Futurama

Dit is een lijst met afleveringen van de Amerikaanse televisieserie Futurama. De serie is sinds juli 2010 aan haar zesde seizoen bezig.

## Seizoen 1
| Titel | Uitzenddatum VS   | Productiecode | Uitzendnummer | #  |
| --- | ----------------- | ------------- | ------------- | -- |
| Space Pilot 3000 | 28 maart 1999     | 1ACV01        | S01E01        | 1  |
| De pizzabezorger Philip J. Fry wordt ingevroren op 31 december 1999, en ontwaakt in het jaar 2999. Hier ontmoet hij de cycloop Leela en de robot Bender, en gaat werken voor zijn nakomeling, professor Hubert Farnsworth.                                              |                   |               |               |    |
| The Series Has Landed | 4 april 1999      | 1ACV02        | S01E02        | 2  |
| Na een pakketje te hebben afgeleverd bij een entertainmentpark op de Maan, toont Fry aan Leela hoe ze de hemellichamen kan waarderen terwijl Bender en Amy de sleutels van het schip moeten terugvinden.                                                                |                   |               |               |    |
| I, Roommate | 6 april 1999      | 1ACV03        | S01E03        | 3  |
| Fry wordt uit het Planet Express-gebouw gezet en moet een nieuw appartement vinden. Bender biedt hem een plaats aan in zijn appartement. |                   |               |               |    |
| Love's Labours Lost in Space | 13 april 1999     | 1ACV04        | S01E04        | 4  |
| Leela ontmoet kapitein Zapp Brannigan tijdens een missie om de dieren te redden van de planeet Vergon 6, die op het punt staat te imploderen. |                   |               |               |    |
| Fear of a Bot Planet | 20 april 1999     | 1ACV05        | S01E05        | 5  |
| Bender moet een pakje afleveren op de planeet Chapek 9, die bevolkt wordt door mensenhatende robots. Hij doet zich voor als een mensendoder en wordt hun idool. |                   |               |               |    |
| A Fishful of Dollars | 27 april 1999     | 1ACV06        | S01E06        | 6  |
| Fry ontdekt dat de 93 cent die hij nog op zijn bankrekening uit 1999 heeft staan nu zijn uitgegroeid tot een fortuin. Hij gebruikt het geld om weer te kunnen leven zoals in de 20ste eeuw, en weet onder andere het allerlaatste blikje ansjovis op de kop te tikken.  |                   |               |               |    |
| My Three Suns | 4 mei 1999        | 1ACV07        | S01E07        | 7  |
| Fry wordt de keizer van de planeet Trisol, die bewoond wordt door waterwezens nadat hij de voormalige heerser per ongeluk opdrinkt. |                   |               |               |    |
| A Big Piece of Garbage | 11 mei 1999       | 1ACV08        | S01E08        | 8  |
| Een komeet bestaand uit afval afkomstig uit de 21ste eeuw dreigt op New New York te storten. Professor Farnsworth neemt het op tegen zijn rivaal, professor Ogden Wernstrom, om een oplossing te vinden.                                                                |                   |               |               |    |
| Hell Is Other Robots | 18 mei 1999       | 1ACV09        | S01E09        | 9  |
| Na een concert van de Beastie Boys te hebben bijgewoond, geraakt Bender verslaafd aan elektriciteit. Om af te kicken bekeert Bender zich tot Robotologie. Hij vervalt echter in zijn oude gewoontes, en wordt naar de robothel gestuurd, waar Beëlzebot de plak zwaait. |                   |               |               |    |
| A Flight to Remember | 26 september 1999 | 1ACV10        | S02E01        | 10 |
| De volledige crew van Planet Express gaat op luxecruise op de Titanic, met erekapitein Zapp Brannigan. Het cruiseschip wordt echter bedreigd door een zwart gat. |                   |               |               |    |
| Mars University | 3 oktober 1999    | 1ACV11        | S02E02        | 11 |
| Fry gaat naar de universiteit van Mars, waar hij het moet opnemen tegen professors Farnsworth's intelligente huisdieraap Guenter. Bender sluit zich opnieuw aan bij zijn oude fraterniteit, Epsilon Rho Rho.                                                            |                   |               |               |    |
| When Aliens Attack | 7 november 1999   | 1ACV12        | S02E03        | 12 |
| In 1999 zorgde Fry er per ongeluk voor dat de seizoensfinale van de televisieserie Single Female Lawyer werd verstoord. De aliens van de planeet Omicron Persei 8 vallen daarom in 3000 onder leiding van Lrrr en Ndnd de Aarde aan om de aflevering op te eisen.       |                   |               |               |    |
| Fry and the Slurm Factory | 15 november 1999  | 1ACV13        | S02E04        | 13 |
| Fry wint een gratis rondleiding door de frisdrankfabriek van Slurm. Tijdens de rondleiding verlaat hij samen met Bender en Leela de groep en gaan ze zelf op verkenning. Zo ontdekken ze het gruwelijke "geheime ingrediënt" van Slurm.                                 |                   |               |               |    |

## Seizoen 2
| Titel | Uitzenddatum VS   | Productiecode | Uitzendnummer | #  |
| --- | ----------------- | ------------- | ------------- | -- |
| I Second That Emotion | 21 november, 1999 | 2ACV01        | S02E05        | 14 |
| Professor Farnsworth plaatst een gevoelens-chip in Bender nadat hij Nibbler door het toilet heeft gespoeld. Bender wordt zo verbonden met de emoties van Leela, en gaat zich schuldig voelen. Hij waagt zich samen met Fry en Leela in de door mutanten bewoonde riolen om Leela’s huisdier te redden. |                   |               |               |    |
| Brannigan, Begin Again | 28 november, 1999 | 2ACV02        | S02E06        | 15 |
| Nadat ze het nieuwe D.O.O.P.-hoofdkwartier opblazen worden Zapp Brannigan en Kif oneervol ontslagen, en nemen elke een baantje bij Planet Express. |                   |               |               |    |
| A Head in the Polls | 12 december, 1999 | 2ACV03        | S02E07        | 16 |
| Wanneer de prijs van titanium omhoog schiet, verkoopt Bender zijn titaniumrijke lichaam en gaat, ondanks dat hij nu enkel een hoofd is, een rijk leven leiden. Benders lichaam wordt door het hoofd van Richard Nixon gebruikt om zich verkiesbaar te stellen voor President van de Aarde. |                   |               |               |    |
| Xmas Story | 19 december, 1999 | 2ACV04        | S02E08        | 17 |
| Kerstmis breekt aan en Fry wil voor Leela het perfecte cadeau vinden. Helaas blijkt de Kerstman nu een moordlustige robot te zijn die iedereen die niet aardig is geweest het afgelopen jaar om zeep helpt. |                   |               |               |    |
| Why Must I Be a Crustacean in Love? | 6 februari, 2000  | 2ACV05        | S02E09        | 18 |
| Het paarseizoen breekt aan voor de Decapodians, en Dr. Zoidberg is wanhopig op zoek naar een partner. Fry wil hem helpen, maar het pakt verkeerd uit en Edna, een vrouwelijke Decapodian waar Zoidberg een oogje op heeft, wordt verliefd op Fry. |                   |               |               |    |
| The Lesser of Two Evils | 20 februari, 2000 | 2ACV06        | S02E11        | 19 |
| Fry is niet blij met Benders nieuwe vriend Flexo, een robot die sprekend op Bender lijkt. Frey verdenkt Flexo ervan puur slecht te zijn. Wanneer een kostbaar atoom van Jumbonium die zal worden uitgereikt tijdens de Miss Universeverkiezing wordt gestolen, verdenkt Fry Flexo meteen. Maar Flexo en Bender zijn moeilijk van elkaar te onderscheiden. |                   |               |               |    |
| Put Your Head on My Shoulders | 13 februari, 2000 | 2ACV07        | S02E10        | 20 |
| Frys korte relatie met Amy krijgt een vreemde wending wanneer Fry betrokken raakt bij een ongeluk op Mercurius. Om hem te redden moet zijn hoofd worden vastgemaakt op Amy’s lichaam. |                   |               |               |    |
| Raging Bender | 27 februari, 2000 | 2ACV08        | S02E12        | 21 |
| Bender doet mee aan de "Ultimate Robot Fighting League" en wordt al snel de meest geliefde deelnemer. Zijn glorie is van korte duur wanneer hij de opdracht krijgt zijn volgende wedstrijd expres te verliezen. |                   |               |               |    |
| A Bicyclops Built for Two | 19 maart, 2000    | 2ACV09        | S02E13        | 22 |
| Leela ontmoet Alkazar, die beweert de enige andere cycloop in het universum te zijn. Hij nodigt haar uit om mee te gaan naar zijn thuisplaneet, maar behandelt haar daar als een slaaf. Fry onderneemt een reddingspoging. |                   |               |               |    |
| A Clone of My Own | 9 april, 2000     | 2ACV10        | S02E15        | 23 |
| Professor Farnsworth toont iedereen zijn kloon, Cubert Farnsworth, aan wie hij na zijn dood alles wil nalaten. Cubert wil geen onderdeel worden van Farnsworths levensstijl, en laat de professor opsluiten in een streng bejaardentehuis. |                   |               |               |    |
| How Hermes Requisitioned His Groove Back | 2 april, 2000     | 2ACV11        | S02E14        | 24 |
| Hermes raakt overwerkt en neemt vakantie. Zijn vervanger, Morgan Proctor, wordt verliefd op Fry. |                   |               |               |    |
| The Deep South | 16 april, 2000    | 2ACV12        | S02E16        | 25 |
| Een vistochtje op de oceaan loopt verkeerd af wanneer het Planet Express-schip op de bodem van de zee belandt. Daar wordt Fry verliefd op de zeemeermin Umbriel, en ontdekt de crew de verloren stad Atlanta, Georgia. |                   |               |               |    |
| Bender Gets Made | 30 april, 2000    | 2ACV13        | S02E17        | 26 |
| Bender neemt een nieuwe baan in de Robot Mafia, maar zijn loyaliteit wordt zwaar op de proef gesteld wanneer de bende het Planet Express-schip wil plunderen. |                   |               |               |    |
| Mother's Day | 14 mei, 2000      | 2ACV14        | S02E19        | 27 |
| Mom reprogrammeert alle robots ter wereld om zich tegen de mensheid te keren. De enige hoop op redding is haar oude vlam, Professor Farnsworth, die haar moet overhalen te stoppen. |                   |               |               |    |
| The Problem with Popplers | 7 mei, 2000       | 2ACV15        | S02E18        | 28 |
| De crew ontdekt een onweerstaanbare bron van voedsel op een verre planeet, en brengen hem naar de Aarde. De zogenaamde "Popplers" blijken echter Omicronianbaby's te zijn, met verregaande gevolgen. |                   |               |               |    |
| Anthology of Interest I | 21 mei, 2000      | 2ACV16        | S02E20        | 29 |
| De "What-If"-machine van Professor Farnsworth toont Benders, Leela's en Frys wensen. Bender ontdekt wat het zou zijn als hij 500 voet hoog was, Leela wat er zou gebeuren als ze meer impulsief was, en Fry wat er zou zijn gebeurd als hij nooit was ingevroren. Deze 'kleine' veranderingen hebben schijnbaar grotere gevolgen voor hen dan ze dachten. Zo wordt Bender uiteindelijk vermoord door Zoidberg, die ook 500 voet wordt. Leela zou iedereen vermoord hebben en uiteindelijk met Fry naar bed gaan met wat meer impulsiviteit. Als Fry niet in de capsule zou zijn gevallen, zou het universum vergaan in een zwart gat. |                   |               |               |    |
| War is the H-Word | 26 november, 2000 | 2ACV17        | S03E02        | 30 |
| Fry en Bender worden gerekruteerd voor het Aardse leger en uitgezonden naar een oorlog tegen op ballen lijkende aliens. Dit heeft rare gevolgen voor beide. Bender wordt, na het opnemen van een bom in zijn lichaam, een militaire held, en Fry's laffe acties degraderen hem tot assistent van Kif. Ook heeft het leger, dat alleen uit mannen bestaat, er een vermomde vrouw bij: Leela, met de schuilnaam Lee Lemon. Zij blijkt echter de beste rekruut te zijn. |                   |               |               |    |
| The Honking | 5 november, 2000  | 2ACV18        | S03E01        | 31 |
| Bij de begrafenis van zijn oom Vladimir wordt Bender overreden door een weerauto en getroffen door de vloek. Om Benders fatale transformatie te stoppen moet de crew de originele weerauto opsporen en vernietigen. |                   |               |               |    |
| The Cryonic Woman | 3 december, 2000  | 2ACV19        | S03E03        | 32 |
| Fry, Leela, en Bender verliezen allemaal hun baan bij Planet Express en besluiten hun oude banen weer op te pikken. Doordat hun carrièrechips worden verwisseld krijgt Fry echter Leela’s oude baan als carrière-adviseur van net ontdooide mensen. Een van deze mensen is zijn oude vriendin Michelle. |                   |               |               |    |

## Seizoen 3
| Titel | Uitzenddatum VS   | Productiecode | Uitzendnummer | #  |
| --- | ----------------- | ------------- | ------------- | -- |
| Amazon Women in the Mood | 4 februari, 2001  | 3ACV01        | S03E05        | 33 |
| Een dagje uit van Kif, Amy, Zapp, en Leela eindigt in een drama wanneer hun vliegende restaurant neerstort op de planeet Amazonia. De kolossale vrouwelijke bewoners van de planeet nemen hen gevangen, en de mannen worden veroordeeld tot de dood. |                   |               |               |    |
| Parasites Lost | 21 januari, 2001  | 3ACV02        | S03E04        | 34 |
| Fry loop een infectie van parasieten op. De professor maakt miniatuur robotversies van de crew om in Frys lichaam de parasieten uit te schakelen. De parasieten maken Fry echter slimmer en sterker. Deze nieuwe Fry bevalt Leela zo goed, dat ze de oude niet meer terugwil en de missie probeert te saboteren.                                              |                   |               |               |    |
| A Tale of Two Santas | 23 december, 2001 | 3ACV03        | S04E02        | 35 |
| Bij een Planet Express missie naar SantaBots kolonie op Neptunus wordt de moordlustige robot ingevroren in de ijszee. Bender neemt zijn plaats in en probeert de oude reputatie van de Kerstman te herstellen. |                   |               |               |    |
| The Luck of the Fryrish | 11 maart, 2001    | 3ACV04        | S03E10        | 36 |
| Na een aantal ongelukken belandt Fry in de ruïnes van het oude New York, waar hij zijn oude geluks klavertje 7 hoopt te vinden. |                   |               |               |    |
| The Birdbot of Ice-Catraz | 4 maart, 2001     | 3ACV05        | S03E09        | 37 |
| Een nuchtere Bender crasht een dark matter tanker op Pluto, wat een nabijgelegen penguinreservaat bedreigd. |                   |               |               |    |
| Bendless Love | 11 februari, 2001 | 3ACV06        | S03E06        | 38 |
| Benders liefde om dingen te buigen maakt dat de Professor hem naar een staalfabriek stuurt. Daar wordt hij verliefd op een vrouwelijke robot genaamd Angleyne. |                   |               |               |    |
| The Day the Earth Stood Stupid | 18 februari, 2001 | 3ACV07        | S03E07        | 39 |
| De Aarde wordt aangevallen door superintelligente vliegende hersenen die de inwoners beroven van hun intelligentie. Leela wordt meegenomen naar Nibblers thuisplaneet, waar ze te horen krijgt dat er maar één mens is die immuun is voor de hersenen: Fry.                                                                                                   |                   |               |               |    |
| That's Lobstertainment! | 25 februari, 2001 | 3ACV08        | S03E08        | 40 |
| Dr. Zoidberg wordt herenigd met zijn oom, Harold Zoid, en de twee gaan samen een film maken. Ze casten Calculon voor de hoofdrol, die meteen een Oscar eist voor zijn optreden. Helaas voor hem flopt de film. |                   |               |               |    |
| The Cyber House Rules | 1 april, 2001     | 3ACV09        | S03E11        | 41 |
| Leela ontmoet haar oude vriend uit het weeshuis, Adlai Atkins, die nu een plastisch chirurg is. Hij wil Leela helpen alsnog twee ogen te krijgen. Ondertussen adopteert Bender 12 weeskinderen om $1200 aan subsidie op te strijken. |                   |               |               |    |
| Where the Buggalo Roam | 3 maart, 2002     | 3ACV10        | S04E06        | 42 |
| Wanneer de ranch van Amy's ouders wordt getroffen door een stofstorm en al hun vee ontsnapt, wil Kif zijn mannelijkheid bewijzen door de kudde weer te vangen. |                   |               |               |    |
| Insane in the Mainframe | 8 april, 2001     | 3ACV11        | S03E12        | 43 |
| Nadat hij wordt beschuldigd van een bankoverval, wordt Bender naar een robotgekkenhuis gestuurd. Hier plannen hij en zijn nieuwe vriend Roberto een uitbraak. Ook Fry belandt in het gekkenhuis, en wordt gehersenspoeld zodat hij denkt dat hij een robot is.                                                                                                |                   |               |               |    |
| The Route of All Evil | 8 december, 2002  | 3ACV12        | S05E03        | 44 |
| Farnsworths kloon Cubert begint samen met Hermes' zoon Dwight een krantenkoeriersdienst. Ze willen genoeg verdienen om de Planet Express te kopen. Ondertussen laten Leela en Fry Bender een nieuw zelfgemaakt bier brouwen. |                   |               |               |    |
| Bendin' in the Wind | 22 april, 2001    | 3ACV13        | S03E13        | 45 |
| Bender raakt verlamd bij een tragisch ongeluk met een blikopener. Hij ontdekt echter zijn verborgen talenten als zanger en gaat op tournee als een lid van Becks folk-rockband. |                   |               |               |    |
| Time Keeps on Slippin | 6 mei, 2001       | 3ACV14        | S03E14        | 46 |
| Terwijl hij een team van mutanten wil samenstellen voor de Harlem Globetrotters, veroorzaakt de professor een verstoring in de tijd die het hele universum bedreigt. |                   |               |               |    |
| I Dated a Robot | 13 mei, 2001      | 3ACV15        | S03E15        | 47 |
| Fry ontdekt de mogelijkheid om de persoonlijkheid en het uiterlijk van een beroemdheid te downloaden op een robot. Hij downloadt Lucy Liu op wie hij meteen verliefd wordt. Woedend over deze mens-robot liefde en het misbruik van oude beroemdheden, besluiten Leela, Bender en Zoidberg het bedrijf dat verantwoordelijk is voor de robots stop te zetten. |                   |               |               |    |
| A Leela of Her Own | 7 april, 2002     | 3ACV16        | S04E10        | 48 |
| Leela wil de eerste vrouwelijke blernsball speler worden, maar haar gebrek aan dieptezicht hindert haar. |                   |               |               |    |
| A Pharaoh to Remember | 10 maart, 2002    | 3ACV17        | S04E07        | 49 |
| Bender vreest dat niemand hem na zijn dood zal herinneren. Wanneer de crew tot slaaf wordt gemaakt op de Egyptische planeet Osiris 4 ziet Bender zijn kans op onsterfelijkheid. Hij wordt de nieuwe farao, en laat een enorm beeld van zichzelf bouwen. |                   |               |               |    |
| Anthology of Interest II | 6 januari, 2002   | 3ACV18        | S04E03        | 50 |
| Bender gebruikt de What-If Machine van de Professor om te ontdekken hoe het zou zijn als hij een mens was. Fry gebruikt de machine om te kijken wat er gebeurd als het leven meer was zoals een videospel, en Leela wat er zou gebeuren als ze haar ware thuis vond.                                                                                          |                   |               |               |    |
| Roswell That Ends Well | 9 december, 2001  | 3ACV19        | S04E01        | 51 |
| De gecombineerde explosies van een supernova en Fry die een metalen pan in de magnetron zet slingeren de Planet Express crew terug naar het jaar 1947. Daar ontmoet Fry zijn (nu nog jonge) grootouders, worden Benders restanten aangezien voor UFO brokstukken, en wordt Zoidberg meegenomen naar een alienautopsie.                                        |                   |               |               |    |
| Godfellas | 17 maart, 2002    | 3ACV20        | S04E08        | 52 |
| Bender wordt per ongeluk uit de torpedobuis van het schip geschoten en raakt verloren in de ruimte. Terwijl hij door de ruimte zweeft vestigen zich kleine levensvormen op hem, die Bender als god vereren. |                   |               |               |    |
| Future Stock | 31 maart, 2002    | 3ACV21        | S04E09        | 53 |
| Planet Express raakt in financiële problemen en Fry nomineert een snelle zakenman uit de jaren 80 om Professor Farnsworth te vervangen als CEO. |                   |               |               |    |
| The 30% Iron Chef | 14 april, 2002    | 3ACV22        | S04E11        | 54 |
| Bender krijgt culinaire lessen van de grote kok Helmut Spargle, en test zijn vaardigheden uit op de nationale televisie. Ondertussen vernielt Zoidberg per ongeluk Professor Farnsworths schip in een fles, en geeft Fry de schuld. |                   |               |               |    |

## Seizoen 4
| Titel | Uitzenddatum VS   | Productiecode | Uitzendnummer | #  |
| --- | ----------------- | ------------- | ------------- | -- |
| Kif Gets Knocked Up a Notch | 12 januari, 2003  | 4ACV01        | S05E05        | 55 |
| Amy's relatie met Kif leidt tot zwangerschap. Alleen is Kif degene die zwanger is. Amy vreest dat het moederschap niets voor haar is. |                   |               |               |    |
| Leela's Homeworld | 17 februari, 2002 | 4ACV02        | S04E05        | 56 |
| Wanneer Bender nucleair afval in het riool stort, worden hij, Fry en Leela ontvoerd door woedende rioolmutanten. In de riolen ontdekt Leela haar ware afkomst en haar ouders. |                   |               |               |    |
| Love and Rocket | 10 februari, 2002 | 4ACV03        | S04E04        | 57 |
| Bender wordt stapelverliefd op de vrouwelijke stem van de automatische piloot van het Planet Express schip. |                   |               |               |    |
| Less Than Hero | 2 maart, 2003     | 4ACV04        | S05E06        | 58 |
| Dr. Zoidbergs mysterieuze wonderroom geeft Fry en Leela superkrachten. Samen met Bender vormen ze het New Justice Team onder de alter ego’s Captain Yesterday, Clobberella en Super King. |                   |               |               |    |
| A Taste of Freedom | 22 december, 2002 | 4ACV05        | S05E04        | 59 |
| Wanneer Zoidberg in het openbaar de vlag van de Aarde opeet, wordt hij ter dood veroordeeld. Voor zijn executie komen de Decapodians Zoidberg te hulp en vallen ze de Aarde aan. |                   |               |               |    |
| Bender Should Not Be Allowed on TV | 3 augustus, 2003  | 4ACV06        | S05E15        | 60 |
| "All My Circuits" houdt een auditie om een vervanger te vinden voor de rol van Calculons zoon. Bender doet auditie. Hij wordt aangenomen, maar zijn gedrag op tv is een slecht voorbeeld voor kinderen.                                                                                       |                   |               |               |    |
| Jurassic Bark | 17 november, 2002 | 4ACV07        | S05E02        | 61 |
| Fry ontdekt dat zijn oude hond Seymour als fossiel bewaard wordt in een museum. Hij brengt het fossiel naar Professor Farnsworth voor reanimatie. Bender is jaloers op Seymour omdat Fry nu minder aandacht aan hem geeft.                                                                    |                   |               |               |    |
| Crimes of the Hot | 10 november, 2002 | 4ACV08        | S05E01        | 62 |
| De Aarde warmt razendsnel op. De oorzaak blijkt de verbrandingsmotor van bijna elke robot op aarde, gemaakt volgens een ontwerp van Professor Farnsworth, te zijn. Als gevolg hiervan moeten alle Aardse robots worden vernietigd. Bender wil zich niet zonder slag of stoot overgeven.       |                   |               |               |    |
| Teenage Mutant Leela's Hurdles | 30 maart, 2003    | 4ACV09        | S05E07        | 63 |
| De crew probeert Professor Farnsworth jonger te maken, met als gevolg dat ze allemaal verjongen. De nu tiener Leela besluit van de situatie gebruik te maken om de ouderlijke aandacht te krijgen die ze nooit heeft gehad.                                                                   |                   |               |               |    |
| The Why of Fry | 6 april, 2003     | 4ACV10        | S05E08        | 64 |
| Fry slaagt er maar niet in Leela zijn liefde te verklaren en vreest dat hij geen doel in het leven heeft. Nibbler neemt hem mee op een missie om te voorkomen dat de vliegende hersenen het universum vernietigen. Bij de missie leert Fry meer over het ongeluk waarbij hij werd ingevroren. |                   |               |               |    |
| Where No Fan Has Gone Before | 21 april, 2002    | 4ACV11        | S04E12        | 65 |
| Fry leidt de Planet Express crew op een zoektocht door de Melkweg om de verboden 79 afleveringen van de originele Star Trek serie te bemachtigen. Ze ontmoeten de originele cast van de show.                                                                                                 |                   |               |               |    |
| The Sting | 1 juni, 2003      | 4ACV12        | S05E09        | 66 |
| Bij een missie om honing te bemachtigen van dodelijke ruimtebijen, wordt Fry gestoken. Denkend dat Fry is overleden, krijgt Leela hallucinaties over hem. |                   |               |               |    |
| Bend Her | 20 juli, 2003     | 4ACV13        | S05E13        | 67 |
| Om deel te nemen aan de Olympische Spelen van 3004 wordt Bender omgebouwd tot vrouwelijke robot. |                   |               |               |    |
| Obsoletely Fabulous | 27 juli, 2003     | 4ACV14        | S05E14        | 68 |
| Bender moet niks weten van Professor Farnsworths nieuwe Robot 1-X, en vertrekt naar een verlaten eiland om een nieuw leven te beginnen. Hier ontmoet hij andere afgedankte robots, en samen beginnen ze een opstand tegen technologie.                                                        |                   |               |               |    |
| The Farnsworth Parabox | 8 juni, 2003      | 4ACV15        | S05E10        | 69 |
| Professor Farnsworth verbiedt de crew om in een mysterieuze doos te kijken. Leela kan de verleiding niet weerstaan, en ontdekt dat de doos een poort is naar een parallel universum. |                   |               |               |    |
| Three Hundred Big Boys | 15 juni, 2003     | 4ACV16        | S05E11        | 70 |
| Een beloning van $300 vormt de rode draad in een aantal met elkaar samenhangende verhalen. |                   |               |               |    |
| Spanish Fry | 13 juli, 2003     | 4ACV17        | S05E12        | 71 |
| Fry wordt ontvoerd door aliens, die zijn neus afnemen. De crew probeert het gestolen reukorgaan op te sporen. |                   |               |               |    |
| The Devil's Hands are Idle Playthings | 10 augustus, 2003 | 4ACV18        | S05E16        | 72 |
| Fry wil koste wat het kost een holofoon leren bespelen om zo Leela te imponeren. Hij maakt een deal met de robotduivel en wordt een ervaren holofoonspeler. Hij denkt echter niet na over de gevolgen van zijn afspraak.                                                                      |                   |               |               |    |

## Seizoen 5/dvd-films
Er zijn 4 direct-naar-dvd films van Futurama. Deze zijn allemaal opgesplitst in vier afleveringen voor seizoen 5 van de serie.
| Titel                                    | Uitgavedatum      | Productiecode                  | afleveringen   |
| ---------------------------------------- | ----------------- | ------------------------------ | -------------- |
| Futurama: Bender's Big Score             | 27 november, 2007 | 5ACV01, 5ACV02, 5ACV03, 5ACV04 | 73, 74, 75, 76 |
| Futurama: The Beast with a Billion Backs | 24 juni 2008      | 5ACV05, 5ACV06, 5ACV07, 5ACV08 | 77, 78, 79, 80 |
| Futurama: Bender's Game                  | 4 november 2008   | 5ACV09, 5ACV10, 5ACV11, 5ACV12 | 81, 82, 83, 84 |
| Futurama: Into the Wild Green Yonder     | 6 februari 2009   | 5ACV13, 5ACV14, 5ACV15, 5ACV16 | 85, 86, 87, 88 |

## Seizoen 6
De afleveringen van seizoen 6 zijn niet allemaal uitgezonden in de volgorde waarin ze zijn geproduceerd. Onderstaand overzicht toont de volgorde zoals die volgens de productie had moeten zijn. Voor de dvd-release werd dit seizoen opgesplitst in 2 seizoenen, respectievelijk seizoen 5 en 6.
| Titel | Uitzenddatum VS   | Productiecode | Uitzendnummer | #   |
| --- | ----------------- | ------------- | ------------- | --- |
| Rebirth | 24 juni, 2010     | 6ACV01        | S07E01        | 89  |
| Na de gebeurtenissen uit de laatste film worden alle personages herboren op aarde. Het blijkt dat het wormgat waar ze na de film invlogen hen terug naar de aarde gebracht heeft, maar dat hun schip toen neerstortte. Alleen professor Farnsworth overleefde de crash, en brengt de rest nu weer tot leven middels een door hem gemaakte machine. Leela dreigt echter als enige nooit meer te ontwaken. |                   |               |               |     |
| In-A-Gadda-Da-Leela | 24 juni, 2010     | 6ACV02        | S07E02        | 90  |
| Leela en Zapp Brannigan redden de aarde van een op hol geslagen ruimteschip, maar belanden nadien op een planeet die sterk lijkt op de hof van Eden. |                   |               |               |     |
| Attack of the Killer App | 1 juli, 2010      | 6ACV03        | S07E03        | 91  |
| Deze aflevering toont wat er in de toekomst zal worden van IPhone en Twitter. Twitter heet nu Twitcher, en blijkt te zijn overgenomen door Mom. |                   |               |               |     |
| Proposition Infinity | 8 juli, 2010      | 6ACV04        | S07E04        | 92  |
| Bender en Amy krijgen een relatie. Bender probeert daarom relaties tussen mensen en robots te legaliseren. |                   |               |               |     |
| The Duh-Vinci Code | 17 juli, 2010     | 6ACV05        | S07E05        | 93  |
| De Planet Express-crew haast zich naar het Rome van de toekomst om het schokkende geheim van Leonardo da Vinci op te zoeken. Hier vinden ze Leonardo's geheime werkplaats, vol met zijn uitvindingen. |                   |               |               |     |
| Lethal Inspection | 22 juli, 2010     | 6ACV06        | S07E06        | 94  |
| Bender ontdekt dat hij geen back-upfile van zijn geheugen heeft, waarmee hij zijn persoonlijkheid naar een ander lichaam kan downloaden mocht zijn huidige lichaam worden vernietigd. Dit betekent dat hij niet zo onsterfelijk is als hij eerst dacht. Bender probeert zijn maker te vinden om de fout recht te laten zetten.                                                                           |                   |               |               |     |
| The Late Philip J. Fry | 29 juli, 2010     | 6ACV07        | S07E07        | 95  |
| De professor vindt een tijdmachine uit, die echter maar in een richting werkt. Hij stuurt hiermee zichzelf, Fry en Bender naar het jaar 10.000, waarna ze moeten proberen terug te komen in hun eigen tijd. |                   |               |               |     |
| That Darn Katz! | 5 augustus, 2010  | 6ACV08        | S07E08        | 96  |
| Alle katten op aarde blijken in werkelijkheid intelligente aliens te zijn, die gevlucht zijn van hun thuisplaneet omdat deze onbewoonbaar geworden is daar ze niet meer om haar as draait. |                   |               |               |     |
| A Clockwork Origin | 12 augustus, 2010 | 6ACV09        | S07E09        | 97  |
| Professor Farnsworth probeert de evolutietheorie te bewijzen door de ontbrekende schakel tussen de mens en de aap te vinden. Wanneer hij faalt, laat hij zichzelf overplaatsen naar een onbewoonde planetoïde, waar de nanobots van de professor echter door evolutie robotwezens worden. |                   |               |               |     |
| The Prisoner of Benda | 19 augustus, 2010 | 6ACV10        | S07E10        | 98  |
| Professor Farnsworth wisselt van lichaam met Amy om weer jong te worden, maar nadien kan hij het niet meer terugwisselen. Bij een poging alles weer in orde te maken, komt Bender in Amy’s lichaam terecht. Ook de andere leden van Planet Expres wisselen van lichaam. |                   |               |               |     |
| Lrrreconcilable Ndndifferences | 26 augustus, 2010 | 6ACV11        | S07E11        | 99  |
| Lrrr probeert mensen te doen schrikken op de Comic-Con 3010. Men denkt echter dat hij maar een nerd in een kostuum is, waardoor hij last krijgt van een midlife crisis. |                   |               |               |     |
| The Mutants Are Revolting | 2 september, 2010 | 6ACV12        | S07E12        | 100 |
| Wanneer Fry per ongeluk onthuld dat Leela eigenlijk een mutant is, wordt ze net als alle andere mutanten verbannen naar de riolen. Ze zet de mutanten aan tot een opstand om hun recht op een plek in de wereld op te eisen. |                   |               |               |     |
| The Futurama Holiday Spectacular | 21 november, 2010 | 6ACV13        | S07E13        | 101 |
| Deze aflevering bestaat uit drie verhalen over de eindejaarsfeesten in de 30ste eeuw. (Xmas, Robanukah en Kwanzaa) De verhalen staan los van het algemene verloop van de serie. |                   |               |               |     |
| The Silence of the Clamps | 14 juli 2011      | 6ACV14        | S08E05        | 102 |
| Bender treedt op als getuige tegen de robotmaffia, en moet daarna voor hen onderduiken. Hij geeft zich op voor een getuigenbeschermingsprogramma. Om Bender op te sporen, neemt de robotcrimineel Clamps dienst bij Planet Express. |                   |               |               |     |
| Möbius Dick | 22 augustus 2011  | 6ACV15        | S08E08        | 103 |
| Leela gaat op jacht naar een mysterieuze vierdimensionale walvis. |                   |               |               |     |
| Law and Oracle | 7 juli 2011       | 6ACV16        | S08E04        | 104 |
| Fry heeft genoeg van zijn uitzichtloze baan bij Planet Express, en besluit bij de politie te gaan. |                   |               |               |     |
| Benderama | 23 juni 2011      | 6ACV17        | S08E02        | 105 |
| Bender maakt een groot aantal kopieën van zichzelf, die ook weer kopieën van zichzelf gaan maken. Al snel dreigen de Benders de hele aarde te overspoelen. |                   |               |               |     |
| The Tip of the Zoidberg | 18 augustus 2011  | 6ACV18        | S08E10        | 106 |
| De Planet Express crew leert meer over het verleden van professor Farnsworth en Zoidberg. |                   |               |               |     |
| Ghost in the Machines | 30 juni 2011      | 6ACV19        | S08E03        | 107 |
| Bender pleegt zelfmoord nadat hij ziet hoe Fry tijdens een ongeluk wel een mens, maar niet een robot redt. Zijn software belandt echter in een globaal netwerk en Bender wordt een robotspook. |                   |               |               |     |
| Neutopia | 23 juni 2011      | 6ACV20        | S08E01        | 108 |
| Een alien die niet het concept van verschillende geslachten begrijpt voert een experiment uit op de Planet Express crew, waardoor ze allemaal van geslacht wisselen. |                   |               |               |     |
| Yo Leela Leela | 21 juli 2011      | 6ACV21        | S08E06        | 109 |
| Leela wordt de ster van een succesvolle nieuwe televisieserie. |                   |               |               |     |
| Fry Am the Egg Man | 11 augustus 2011  | 6ACV22        | S08E09        | 110 |
| Fry broedt een buitenaards ei uit, waaruit een gevaarlijk monster komt. |                   |               |               |     |
| All the Presidents' Heads | 28 juli 2011      | 6ACV23        | S08E07        | 111 |
| De crew reist terug in de tijd, en verandert per ongeluk het verleden. |                   |               |               |     |
| Cold Warriors | 25 augustus 2011  | 6ACV24        | S08E11        | 112 |
| Fry herintroduceert per ongeluk de verkoudheid in de 31ste eeuw. |                   |               |               |     |
| Overclockwise | 1 september 2011  | 6ACV25        | S08E12        | 113 |
| Bender ondergaat overklokken, waardoor hij steeds slimmer wordt tot het punt waarop hij zelfs de toekomst kan voorspellen. |                   |               |               |     |
| Reincarnation | 8 september 2011  | 6ACV26        | S08E13        | 114 |
| Deze aflevering bestaat uit drie korte verhalen, die Futurama tonen in verschillende alternatieve tekenstijlen waaronder anime, zwart-wit Fleischer, en computergraphics. |                   |               |               |     |

## Seizoen 7
Seizoen 7 werd in twee blokken van elk 13 afleveringen uitgezonden in 2012 en 2013. Voor de dvd-release werden deze blokken beschouwd als 2 afzonderlijke seizoenen, respectievelijk seizoen 7 en 8.
| Titel | Uitzenddatum VS   | Productiecode | Uitzendnummer | #   |
| --- | ----------------- | ------------- | ------------- | --- |
| The Bots and the Bees | 20 juni, 2012     | 7ACV01        | S07AE01       | 115 |
| Bender bezwangert per ongeluk de nieuwe frisdrankautomaat van Planet Express, en heeft duidelijk moeite met het vaderschap. |                   |               |               |     |
| A Farewell to Arms | 20 juni, 2012     | 7ACV02        | S07AE02       | 116 |
| De crew van Planet Express ontdekt een oude Martiaanse kalender, waarin wordt voorspeld dat de wereld zal vergaan in 3012. Een grote evacuatie van de planeet wordt op touw gezet. |                   |               |               |     |
| Decision 3012 | 27 juni, 2012     | 7ACV03        | S07AE03       | 117 |
| Er staan weer presidentsverkiezingen voor de deur. President Nixon krijgt dit keer als tegenkandidaat een competente en bij iedereen geliefde politicus genaamd Chris Travers. Om zijn rivaal te saboteren maakt hij bekend dat Chris mogelijk een alien is daar hij geen Aards geboortecertificaat schijnt te bezitten.                                                   |                   |               |               |     |
| The Thief of Baghead | 4 juli, 2012      | 7ACV04        | S07AE04       | 118 |
| Bender wordt een paparazzifotograaf en probeert ten koste van alles een foto te maken van een acteur wiens gezicht altijd verborgen blijft onder een papieren zak. |                   |               |               |     |
| Zapp Dingbat | 11 juli, 2012     | 7ACV05        | S07AE05       | 119 |
| Tot Leela's ontsteltenis besluit haar moeder te scheiden van haar vader, waarna ze een relatie aangaat met Zapp Brannigan. |                   |               |               |     |
| The Butterjunk Effect | 18 juli, 2012     | 7ACV06        | S07AE06       | 120 |
| Leela en Amy besluiten een team te vormen voor de ruige sport Butterfly Derby, en raken verslaafd aan een prestatieverhogend middel gemaakt van vlinderhormonen. |                   |               |               |     |
| The Six Million Dollar Mon | 25 juli, 2012     | 7ACV07        | S07AE07       | 121 |
| Hermes begint zijn lichaam te upgraden met robot-onderdelen om zo zijn werkefficiëntie te verhogen, maar hij raakt er ook steeds meer door geïsoleerd van zijn familie. |                   |               |               |     |
| Fun on a Bun | 1 augustus, 2012  | 7ACV08        | S07AE08       | 122 |
| De crew van Planet Express gaat naar het oktoberfest, maar tot Fry's ontsteltenis blijkt dit in de afgelopen 1000 jaar te zijn veranderd in een deftige aangelegenheid. Zijn pogingen het feest in ere te herstellen, maken dat Leela hem dumpt. Terwijl Leela haar herinneringen aan Fry laat wissen, belandt Fry zelf bij een verborgen stam neanderthalers.             |                   |               |               |     |
| Free Will Hunting | 8 augustus, 2012  | 7ACV09        | S07AE09       | 123 |
| Bender pleegt een reeds misdaden om een schuld aan de robotmaffia af te betalen, maar tot zijn ongenoegen wordt hij er niet voor veroordeeld, daar hij volgens de rechter geen vrije wil heeft en dus niet verantwoordelijk kan worden gehouden voor zijn daden. Bender heeft er alles voor over om erkenning te krijgen dat hij wel degelijk zelf kan denken en handelen. |                   |               |               |     |
| Near-Death Wish | 15 augustus, 2012 | 7ACV10        | S07AE10       | 124 |
| Fry en Leela ontdekken dat Professor Farnsworths ouders nog in leven zijn aan boord van de Near-Death star, en halen hen naar de aarde. Het weerzien met hun zoon verloopt echter niet zoals verwacht. |                   |               |               |     |
| 31st Century Fox | 29 augustus, 2012 | 7ACV11        | S07AE12       | 125 |
| Bender besluit een activist te worden voor de rechten van robotvossen, nadat hij ontdekt dat deze dieren worden gebruikt voor jachtpartijen. |                   |               |               |     |
| Viva Mars Vegas | 22 augustus, 2012 | 7ACV12        | S07AE11       | 126 |
| De Planet Express-crew moet een casino beroven om zo een gestolen buit van de robotmaffia terug te krijgen. Ondertussen ontdekt Dr. Zoidberg een grote zak geld, maar vergokt alles. |                   |               |               |     |
| Naturama | 29 augustus, 2012 | 7ACV13        | S07AE13       | 128 |
| Een speciale aflevering bestaande uit drie documentaires, waarin alle personages worden uitgebeeld als dieren. |                   |               |               |     |
| Forty Percent Leadbelly | 3 juli, 2013      | 7ACV14        | S07BE04       | 128 |
| Bender ontmoet zijn idool, een volkszanger die al 30 jaar in de gevangenis zit. Om net zo succesvol te worden als hij, gebruikt Bender een 3D-printer om een kopie te maken van de gitaar van de zanger. De printer blijft echter via een draadloze verbinding met Bender verbonden, waardoor alles waar Bender over zingt werkelijkheid wordt.                            |                   |               |               |     |
| 2-D Blacktop | 19 juni 2013      | 7ACV15        | S07BE01       | 129 |
| De Planet Express krijgt een nieuw schip, waarna de professor het oude schip ombouwt en zich aansluit bij een groep straatracers. Tijdens een wedstrijd tussen de twee schepen komen ze echter in botsing en belanden Fry, Leela en de professor in een tweedimensionale wereld.                                                                                           |                   |               |               |     |
| T.: The Terrestrial | 26 juni 2013      | 7ACV16        | S07BE03       | 130 |
| Er wordt een handelsverbod ingesteld met Omicron Persei 8. Wanneer de Planet Express-crew toch de planeet bezoekt, wordt Fry per ongeluk achtergelaten, waarna hij gevonden wordt door Jrrr, de zoon van Lrrr. |                   |               |               |     |
| Fry and Leela's Big Fling | 19 juni 2013      | 7ACV17        | S07BE02       | 131 |
| Fry en Leela besluiten een vakantie te boeken op een exotische planeet om eindelijk alleen te zijn met elkaar, maar eenmaal daar komen ze Leela's ex-vriend tegen. Ondertussen brengen Bender, Zoidberg en Amy een pakje naar Simian 7, waar ze ontdekken dat het vakantieresort waar Fry en Leela verblijven in het geheim de topattractie is in een dierentuin.          |                   |               |               |     |
| The Inhuman Torch | 10 juli 2013      | 7ACV18        | S07BE05       | 132 |
| Na een reddingsactie op de zon, besluit Bender brandweerman te worden. Wanneer er echter ongebruikelijk veel branden uitbreken verdenkt iedereen hem ervan zelf brand te stichten zodat hij meer werk heeft. De echte dader is echter een kwaadaardig vuurwezen dat Bender onbewust meegenomen heeft van de zon.                                                           |                   |               |               |     |
| Saturday Morning Fun Pit | 17 juli 2013      | 7ACV19        | S07BE06       | 133 |
| Na een groot protest tegen geweld op tv presenteert president Nixon een speciale aflevering waarin de Planet Express crew bekende tv-series uit de jaren 70 en 80 naspeelt: een Scooby-Doo-parodie genaamd "Bendee Boo and the Mystery Crew", een Strawberry Shortcake- en De Smurfen-parodie genaamd "Purpleberry Pond", en een G.I. Joe-parodie genaamd "G.I. Zapp".     |                   |               |               |     |
| Calculon 2.0 | 24 juli, 2013     | 7ACV20        | S07BE07       | 134 |
| Calculon (die gestorven was in The Thief of Baghead) wordt via een back-uplichaam weer tot leven gebracht, maar ontdekt dat niemand meer geïnteresseerd is in hem. |                   |               |               |     |
| Assie Come Home | 31 juli, 2013     | 7ACV21        | S07BE08       | 135 |
| Benders lichaam wordt gestolen. Hoewel de meeste onderdelen spoedig weer teruggevonden worden, lijkt zijn kontplaat onvindbaar. |                   |               |               |     |
| Leela and the Genestalk | 7 augustus, 2013  | 7ACV22        | S07BE09       | 136 |
| Leela begint verder te muteren waardoor haar lichaam spoedig vrijwel geheel uit tentakels bestaat. Fry ruilt ondertussen het Planet Express-ruimteschip voor genetisch gemanipuleerde bonen, waaruit een enorme bonenstaak groeit. Via de bonenstaak belandt Leela in het nieuwe hoofdkwartier van Mom, die daar in het geheim werkt aan genetische experimenten.          |                   |               |               |     |
| Game of Tones | 14 augustus, 2013 | 7ACV23        | S07BE10       | 137 |
| Een onbekend ruimteschip nadert de aarde, en speelt daarbij steeds hetzelfde deuntje af. Fry herkent het deuntje van de avond dat hij ingevroren werd. Om er achter te komen wat de mogelijke betekenis kan zijn, laat de professor Fry via een droom die bewuste avond van 31 december 1999 herbeleven.                                                                   |                   |               |               |     |
| Murder on the Planet Express | 21 augustus, 2013 | 7ACV24        | S07BE11       | 138 |
| Een reeks incidenten zorgt ervoor dat het personeel van Planet Express elkaar steeds meer gaat wantrouwen. De Professor besluit daarom het hele team op teambuilding te sturen, maar dit krijgt een onverwachte wending wanneer een vleesetend monster zichzelf toegang verschaft tot het schip.                                                                           |                   |               |               |     |
| Stench and Stenchibility | 28 augustus, 2013 | 7ACV25        | S07BE12       | 139 |
| Zoidberg wordt verliefd op een bloemist die geboren is zonder reukvermogen en dus als enige niet walgt van zijn lichaamsgeur. Ondertussen doet Bender mee met een tapdanswedstrijd. |                   |               |               |     |
| Meanwhile | 4 september, 2013 | 7ACV26        | S07BE13       | 140 |
| Professor Farnsworth vindt een knop uit die iemand 10 seconden terug in de tijd kan laten reizen. Ondertussen vraagt Fry Leela eindelijk ten huwelijk. Wanneer Fry de knop per ongeluk breekt, blijven alleen hij en Leela over in een wereld waar voor de rest voor iedereen de tijd stil staat.                                                                          |                   |               |               |     |